# مسخن
المُسخّن أو المحمّر هو طبق فلسطيني من الدجاجة المشوي المطبوخ مع البصل والسمّاق والفلفل الإفرنجي والزعفران مع حبوب الصنوبر مقدمةً على خبز الطابون، جاءت هذه المكونات من البيئة الفلاحية في فلسطين، المسخن أكلة تراثية ومن أشهر الأكلات التي تشتهر بها مدينتي جنين وطولكرم.

## الإعداد والتحضير
يتكون المسخن بشكل أساسي من الدجاج المشوي والبصل والسمّاق والفلفل الإفرنجي والزعفران وحبوب الصنوبر المقلية وخبز الطابون، تأتي بعدها البهارات وزيت الزيتون، ويقدم المسخن أحياناً بطريقة تشبه إلى حد ما الشطائر أو الساندويشات.

## المعلومات الغذائية
تحتوي كل وجبة مسخن على المعلومات الغذائية التالية:
- السعرات الحرارية: 1292
- البروتين (غ): 59
- الكاربوهيدرات (غ): 77
- مجموع الدهون (غ): 82
- منها المشبعة (غ): 13
- الكوليسترول(مغ): 151[2]

## أرقام قياسية
في 20 نيسان 2010 سجل 40 طباخ فلسطيني رقما قياسيا جديدا بتحضيرهم أكبر صحن مسخن في قرية عارورة ودخلوا كتاب جينس للارقام القياسية.
ووصل قطر صحن المسخن إلى 4 امتار، كما بلغ وزنه حوالي 1.35 طن وقد استخدم في تحضيره حوالي 500 من الدجاج، و170 لتر من زيت الزيتون و500 كيلوجراماً من البصل و70 كيلوجراماً من الصنوبر و50 كيلوجراماً من السماق واضيف عليه 200 كيلوجراماً من الطحين.

## معرض الصور

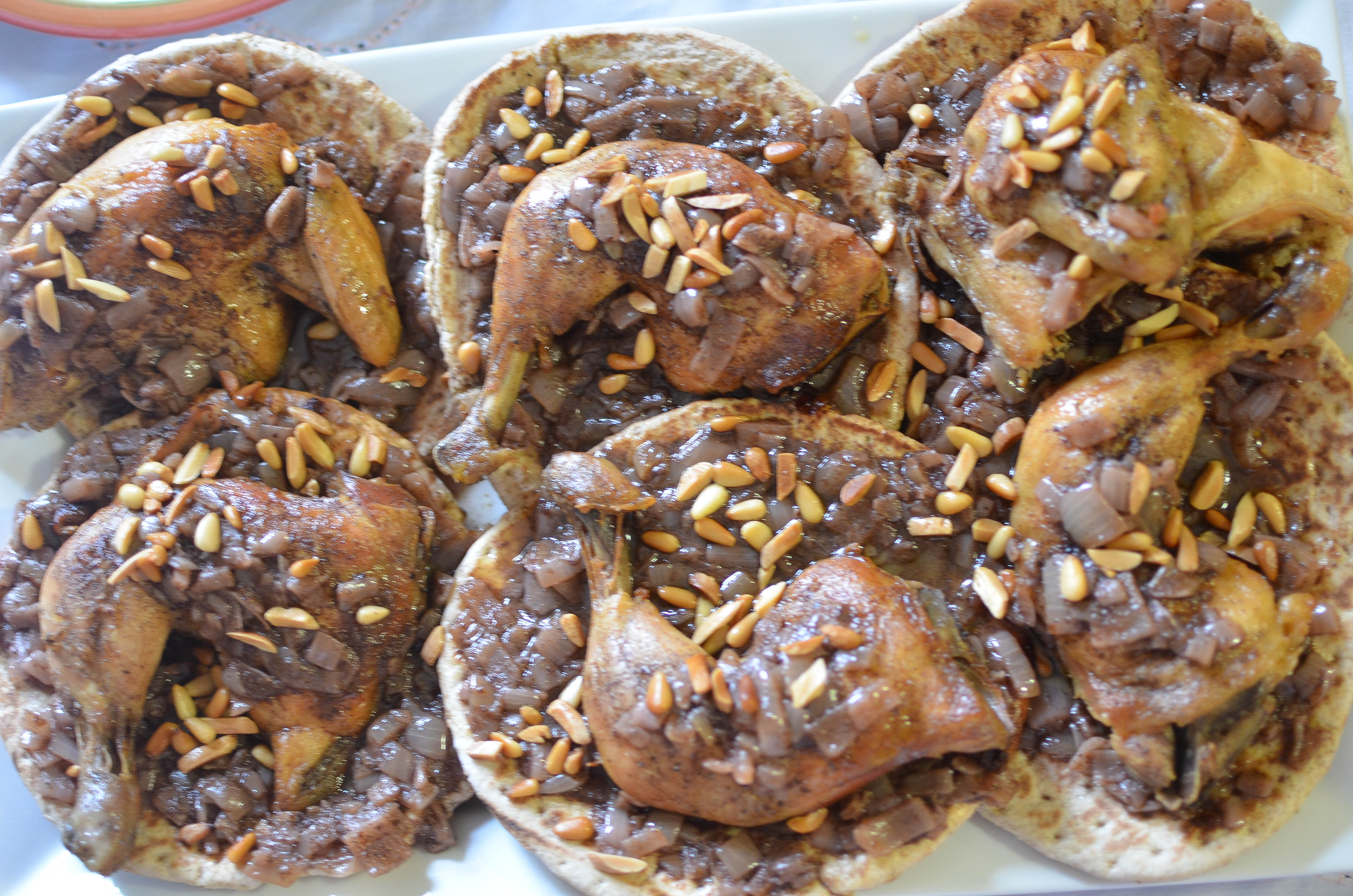
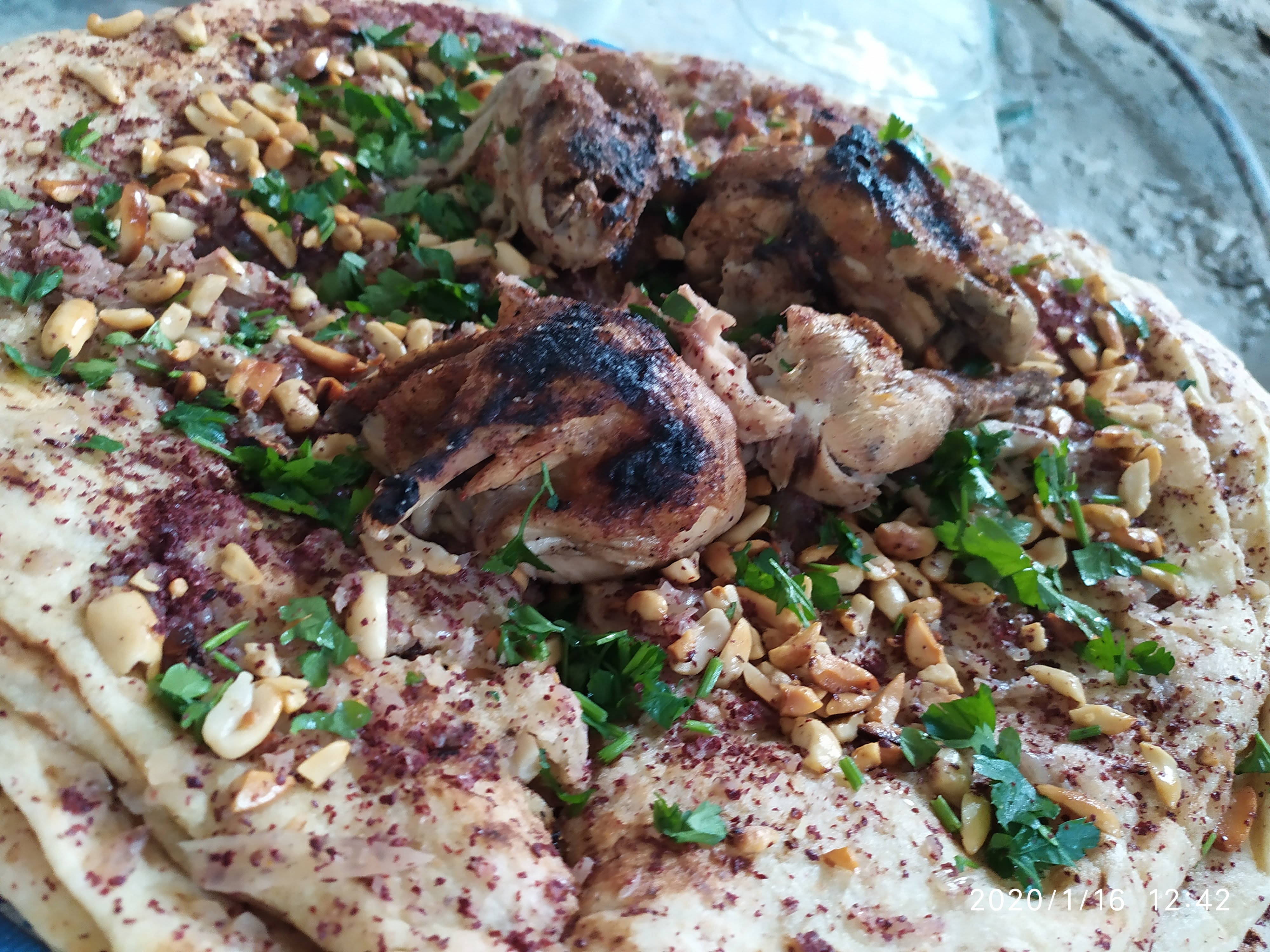
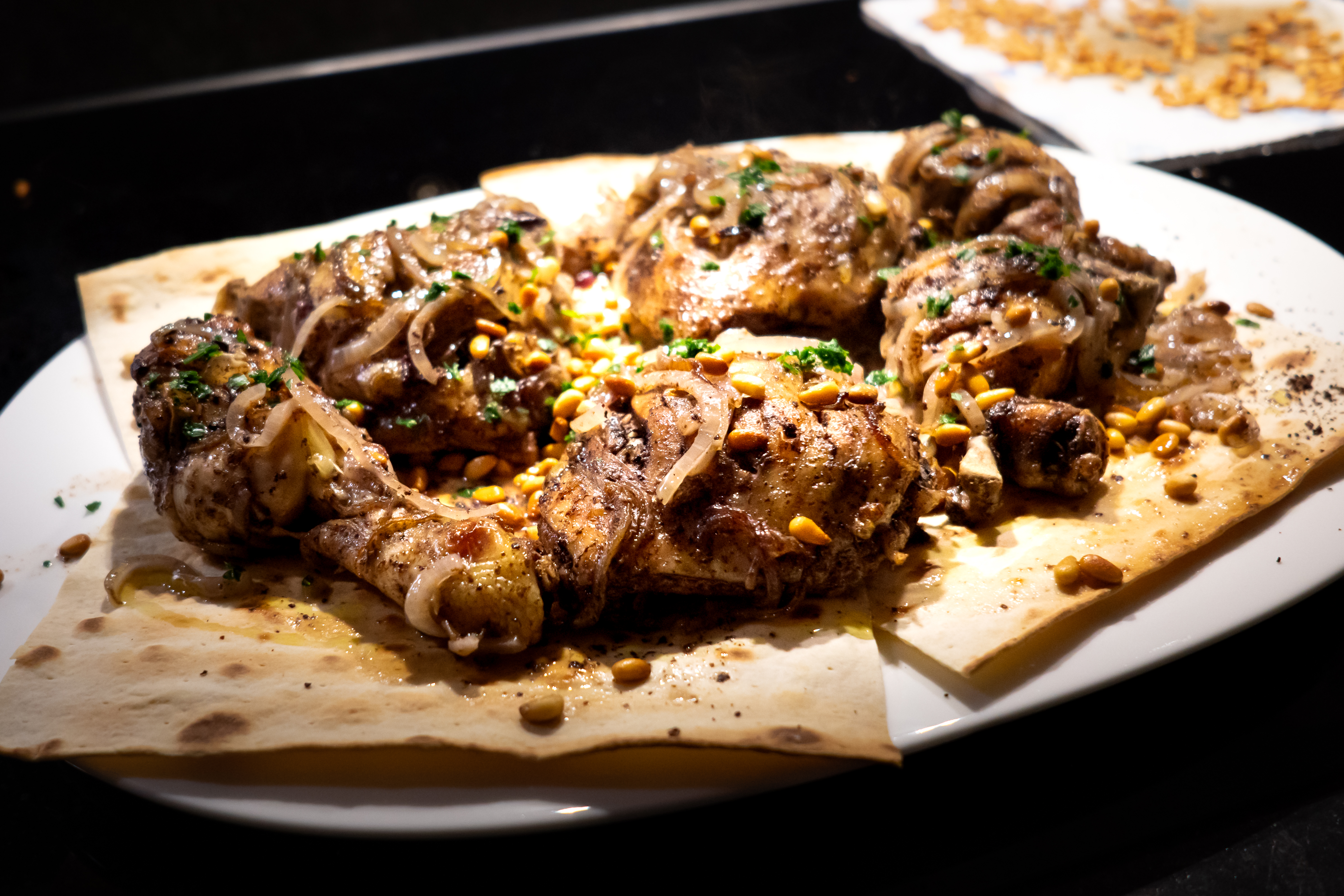
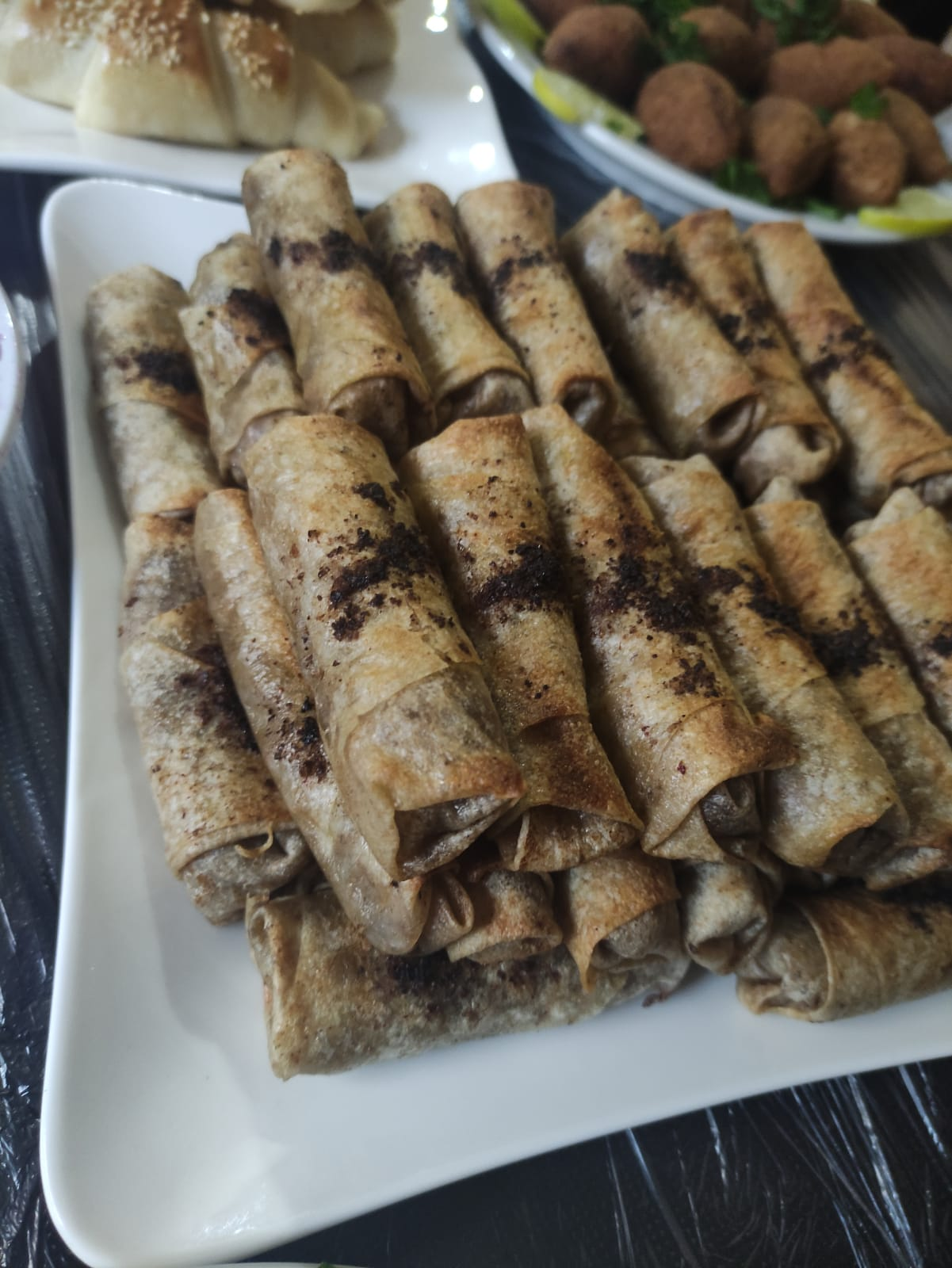
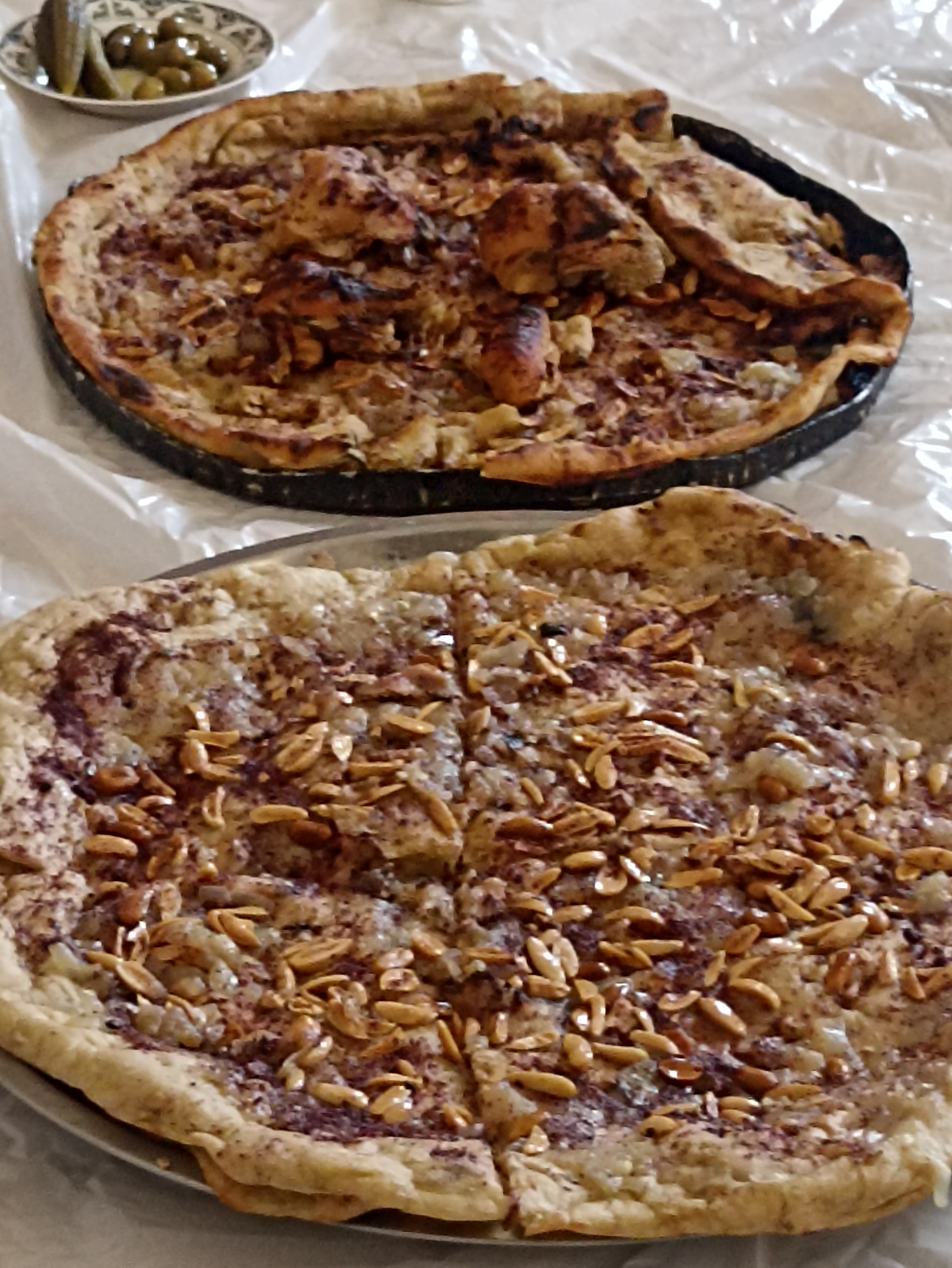
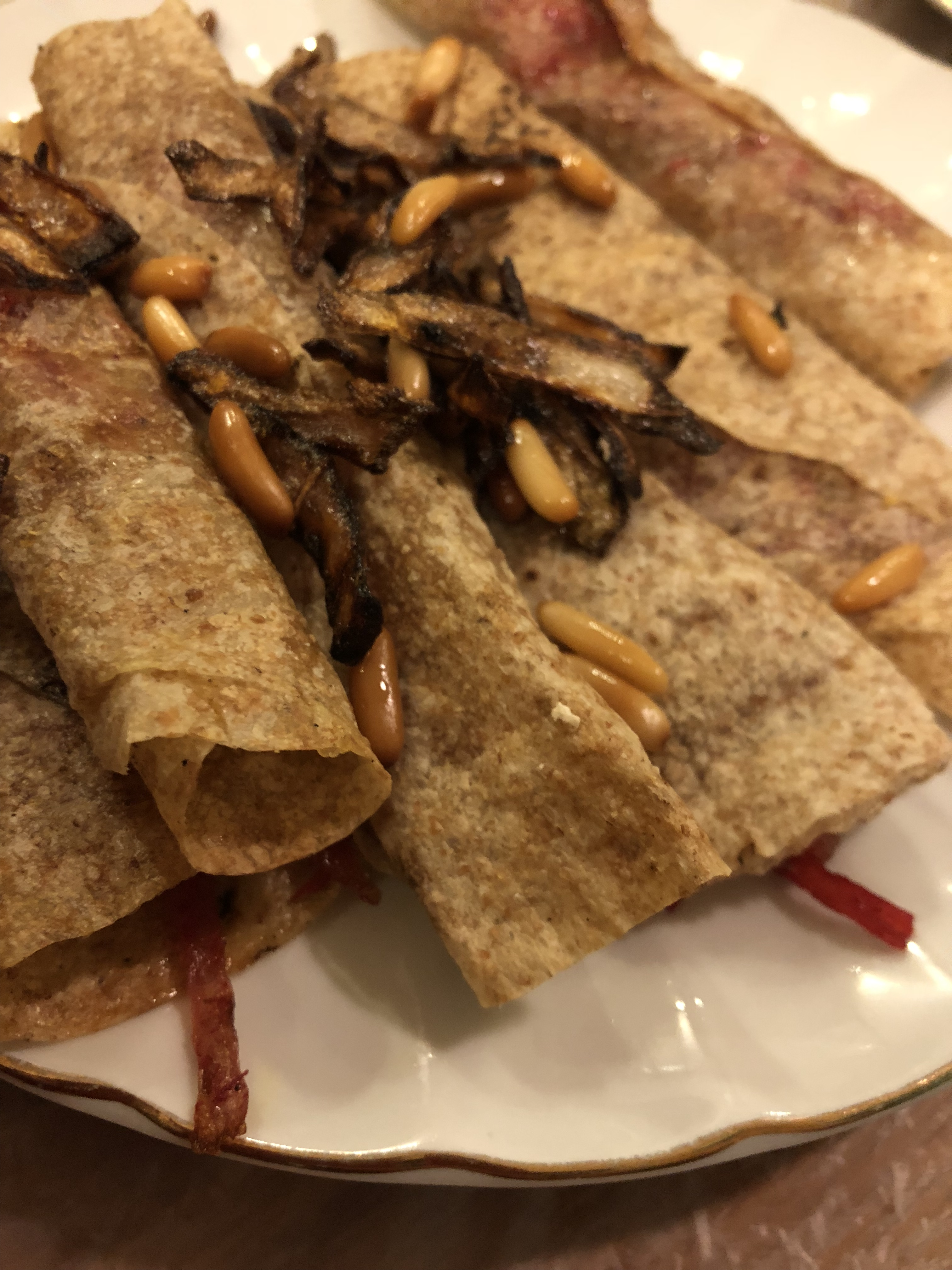